# Riti della 'ndrangheta
danno conto, infatti, di quanto essi siano tuttora indispensabili per definire appartenenza e gerarchie interne,
per rafforzare il senso di identità e per dare “riconoscibilità” all’esterno, anche in contesti extraregionali e persino
internazionali.»
(II relazione semestrale 2017 della DIA)
I riti della 'ndrangheta sono dei cerimoniali necessari per poter essere ammessi all'organizzazione criminale. Essa, in quanto società segreta, nell'arco della sua storia ha sviluppato molti riti per ogni occasione. Inoltre è l'unica delle organizzazioni criminali di stampo mafioso operanti in Italia ad aver mantenuto i riti che la contraddistinguevano nel passato.
Essi sono tramandati o oralmente o tramite dei codici, i quali sono stati rinvenuti varie volte dalle forze dell'ordine, o anche tramite audiocassette o CD in forma musicale autoprodotta.

## Descrizione

### Origini
Si ha una descrizione dei primi riti di 'ndrangheta da una sentenza del tribunale di Reggio Calabria del 16 luglio 1890, la picciotteria (nome attribuito allora all'organizzazione) era compartimentata in Maggiore e Minore: i camorristi fanno parte della prima i picciotti della seconda. Nell'organigramma della Minore facevano parte il picciotto di giornata e il puntaiolo (cassiere). Per la promozione alla dote di camorrista  il picciotto di sgarro doveva versare al puntaiuolo (cassiere dell'organizzazione)  la "dritta", una quota utilizzata poi per preparare un pranzo con tutti gli affiliati.
Per essere ammesso come "picciotto liscio" prima dote in seno all'organizzazione si giurava: "La mia votazione franca e libera, ed affermativa per riconoscere in carne, pelle ed ossa per mio fedele compagno (nome del compagno) e spartire con lui fino all'ultimo centesimo, difenderlo giusto ed ingiusto qui ed in qualsiasi punto ci possiamo incontrare. Quindi il bacio".

### Scoperta dei riti
(Domenico Gangemi, capo-locale di Genova fino al 2011 durante una intercettazione del 28 febbraio 2010 per le indagini sul locale del Basso Piemonte durante l'affiliazione di Giuseppe Caridi e il conferimento della dote di santista ad Antonio Maiolo)

#### Fatti recenti
Il 22 ottobre 2019 lo Squadrone eliportato carabinieri cacciatori "Calabria" di Vibo Valentia scopre in un edificio a Vibo Valentia un arsenale di armi riconducibile al clan dei Piscopisani. Su un muro dell'abitazione era scritto: "Minofrio, Mismizzu e Misgarro", i tre cavalieri che si usano nel rito per il conferimento della dote di sgarro.

## I Codici
Prima dei codici l'unica modalità per la comunicazione delle leggi e riti della società era solo la via orale ed era anzi vietato metterle per iscritto per il pericolo che le forze dell'ordine ne potessero entrare in possesso. Già, alla fine dell'Ottocento, però questa regola viene a cadere testimoniata dal ritrovamento dei primi codici.
Erano i primi testi in cui vennero scritti i riti di affiliazione e promozione e comportamento, nonché di memorizzazione della terminologia in uso.
Il primo codice ritrovato è stato quello di Nicastro nel 1888, il secondo quello di Seminara nel 1896 e il terzo, un codice sequestrato a Catanzaro nel 1902.
- 1920, Codice di Rosalì[9] sequestrato a Domenico Pellegrino nel quartiere Rosalì di Reggio Calabria[9]
- Nel 1926 e nel 1927 vengono sequestrati rispettivamente a Platì[9] e Gioiosa Jonica[9] altri 2 codici.
- 1930, Codice di San Roberto[9]
- 1932 - Il Codice di Catona, una confessione trascritta della confessione di un certo Doldo di Catona[9]
- Nel 1933 una sentenza del tribunale di Reggio Calabria descrive l'organico di una cosca citando la suddivisione in società maggiore e minore, la prima con affiliati camorristi la seconda con picciotti di sgarro e giovani d'onore, la prima con a capo il caposocietà e la seconda un capo giovane. La società maggiore si divide ulteriormente in Società in testa ( o Gran Criminale) e Società i 'ndrina. Vi sono le figure del contaiolo o contabile e del picciotto di giornata.[10]
- Nel 1934 viene scoperto il codice di Pellaro dal titolo: Origine dei tre cavalieri di Spagna[9]
- Nel 1938 a Bagnara viene ritrovato il codice di Pellegrina di Carmelo De Leo[9]
- Il 22 gennaio 1960 un affiliato di una cosca di Palmi scrive un codice di fronte al carabiniere De Salvo[11]
- Nel 1960 viene ritrovato il codice di Palmi[9]
- Nel 1963 vengono scoperti il codice di San Giorgio Morgeto,[9] nell'abitazione del capobastone Angelo Violanti il codice di Sant'Eufemia, e il codice di Gioia Tauro.
- Nel 1967, viene pubblicato il libro Tu devi uccidere di Serafino Castagna, scritto con la collaborazione di Antonio Perria, in cui l'ex affiliato alla cosca di Palmi, salito alle cronache per aver ucciso 5 persone nel 1955, presenta il più completo documento di iniziazione alla 'ndrangheta.[11][12]
- Nel 1971 si trova anche all'estero un codice e per la precisione a Toronto in Canada[9], nello stesso anno viene ritrovato il codice di Sant'Eufemia d'Aspromonte
- Nel 1975 viene scoperto il codice di Presinaci e quello di Stefanaconi[9]
- Nel 1979 viene ritrovato il primo codice nel Nord Italia: il codice di Como[9]
- Il 27 ottobre 1980 viene sequestrato a Giralang in Australia, un codice per il rituale di sgarro a Domenico Nirta (nato il 27 novembre 1934).[13][9]
- Nel giugno 1987, viene ritrovato a Pellaro a casa dello ndraghetista Giuseppe Chilà il primo codice riguardante i riti della Santa.[14]
- Nel dicembre del 1987 viene sequestrato a Nailsworth sobborgo di Adelaide un codice per il rituale di camorra di Raffaele Alvaro (nato il 7 dicembre del 1931)[15] nominato come Codice di Adelaide[9], il secondo ritrovato in Australia.
- Nel 1989 viene preso al capobastone Giuseppe Chilà il codice di Reggio Calabria, in cui sono descritte la società di sgarro, e le doti di santa e vangelo.[16]
- Nel 1990, i codici di Rosarno[9], Lamezia Terme e Vallefiorita.[16][9] Questi codici erano e sono imparati a memoria dagli affiliati.[17]
- Nel 1992 nel comasco viene ritrovato il codice di Valbrona.[9]
- Nel 1999 Il codice di Paola.[9]
- Nel 2008 Il codice di Ardore.[9]
- Nel 2010 in Piemonte vengono ritrovati due codici: uno a Volvera e uno ad Alba.[9]

Nel 2013, dopo l'arresto a Roma di Gianni Cretarola accusato dell'omicidio di Vincenzo Femia, gli agenti trovano nella sua abitazione tre fogli scritti a mano in un codice composto da lettere greche, latine e simboli particolari. Una volta decifrato si è scoperto essere un codice di 'ndrangheta, tra cui era formulato il rito di battesimo e che è stato ribattezzato come Codice di San Luca.
Nell'operazione Insomnia del 2014 nel centro di Vibo Valentia, in corso Vittorio Emanuele in un negozio d'abbigliamento viene ritrovato un taccuino con scritti i riti di affiliazione, e un altro documento nell'abitazione di uno degli indagati a Stefanaconi.
Il 26 aprile 2018 in un garage di Nicotera Marina i carabinieri del Comando provinciale di Vibo Valentia trovano un quaderno con 32 fogli scritti a mano riti di affiliazione.

## Baccagghjiu
Negli ambienti della malavita siciliana e nelle rappresentazioni dell'Opera dei Pupi, il baccaglio (in siciliano baccagghiu) era un gergo usato da malavitosi e cantastorie che volevano trasmettere contenuti eversivi (o comunque invisi alla élite al potere). Questa "lingua inesistente" comunque sconosciuta alla polizia, li metteva al riparo da eventuali punizioni.

## La leggenda della nascita della 'ndrangheta
Per l'origine mitica della 'ndrangheta viene fatto riferimento a tre cavalieri spagnoli, Osso, Mastrosso e Carcagnosso, che in tempi lontani per vendicare l'onore della sorella uccidono un uomo e per questo vengono condannati a 29 anni, 11 mesi e 29 giorni di carcere nell'Isola di Favignana. Al termine del periodo di detenzione maturarono quelle regole di onore e omertà che costituiscono il codice della "società" e contraddistingueranno le future organizzazioni criminali mafiose italiane e si dividono: Osso fonderà Cosa Nostra in Sicilia, Mastrosso la 'ndrangheta in Calabria e Carcagnosso la Camorra a Napoli.

## L'albero della Scienza e il Giardinetto
"L'albero della scienza è una metafora di come è strutturata la società, da un codice rinvenuto durante un rito di affiliazione rivela che l'albero della Scienza è diviso in 6 parti:
(Un codice di 'Ndrangheta)
Alla base dell'albero è rappresentata anche una tomba per simboleggiare la fine delle foglie.
La ‘ndrina, afferma Malafarina nel Il codice della 'Ndrangheta viene rappresentata come un giardinetto di rose e fiori con in mezzo una stella dove si battezzano picciotti, camorristi e giovani d'onore. Il picciotto entra nel “giardinetto” a fronte scoperta con i ferri alle braccia e i piedi alla tomba.

## Battesimo del Locale e Formazione della società
Il battesimo del Locale è un rito facoltativo che si fa a discrezione del capo-società, colui che presiede la riunione e consiste nella purificazione del Locale.
Precede il rito obbligatorio della formazione della società.
Il 26 novembre 2014 durante un'operazione della DDA di Catanzaro vengono ritrovate queste formule scritte su un taccuino in un negozio di scarpe di Vibo Valentia.
Il rito si consuma mediante questa formula:
Capo-Società:     Buon vespero. Saggi compagni

Gli altri:        Buon vespero

Capo-Società:     State accomodi per battezzare questo locale?

Gli altri:        Stiamo accomodi

Capo-Società:     A nome dei nostri vecchi antenati, i tre cavalieri spagnoli Osso, Mastrosso e Carcagnosso, battezzo questo locale se prima lo riconoscevo per un locale che bazzicavano sbirri e infami, da ora in poi lo riconosco per un luogo sacro santo e inviolabile dove può fermare e sformare questo onorato corpo di società.»
()
Una variante dell'ultima frase del capo-società trovata nella zona di Rosarno è:
Io battezzo questo locale sacro santo e inviolabile come l'hanno battezzato i tre vecchi cavalieri spagnoli Osso, Mastrosso e Carcagnosso, se prima lo conoscevo come un locale di transito e passaggio da ora in poi lo riconosco per un locale battesimale dove si battezzano picciotti, giovani d'onore e camorristi.»
Con la formula di Formazione della società incomincia qualsiasi riunione di 'Ndrangheta che riguardi qualsiasi attività del Locale.
Capo-Società: Buon vespero

Gli altri:    Buon vespero

Capo-Società: Siete conformi?

Gli altri:    Siamo conformi.

Capo-Società: Su che cosa?

Gli altri:    Sulle regole di società

Capo-Società: Nel nome dell'arcangelo Gabriele e di Sant'Elisabetta, circolo di società è formato. Ciò che si dice in questo circolo a forma di ferro di cavallo, qua si dice e qua rimane, chi parla fuori da questo luogo è dichiarato tragediatore a suo carico ed a discarico di questa società.»
()
Una formula differente di Rosarno è:
Capo-Società: Buon vespero

Gli altri:    Buon vespero

Capo-Società: Siete conformi?

Gli altri:    Siamo conformi.

Capo-Società: Calice d'argento, ostia consacrata, parole d'omertà è formata società»
()
Successivamente i presenti si baciano la mano e poi si siedono a braccia conserte per tutta la durata della riunione con l'eccezione del capo-società.
Ora la riunione può incominciare.

## La riunione al Santuario della Madonna di Polsi
su' di chè a batezzare societa
conformissimo
batezzo e ribatezzo questa società così come la batezzarono i nostri tre fondatori :conte qulino, conte rosa e cavaliere di spagna se loro lo batezzarono con fiori rosa e gelsomini alla mano destra io lo batezzo con fiori rosa e gesolmini ala mano destra
se loro lo batezzarono con ferri catene e camicia di forza io lo batezzo con ferri catene e camicia di forza
se prima questo locale era transitato da sbiri carogne infami e tragediatori da questo momento lo conosco come un posto sacro santo e inviolabile e con parola d'umiltà e batezzata località»

## Rito di iniziazione o battesimo

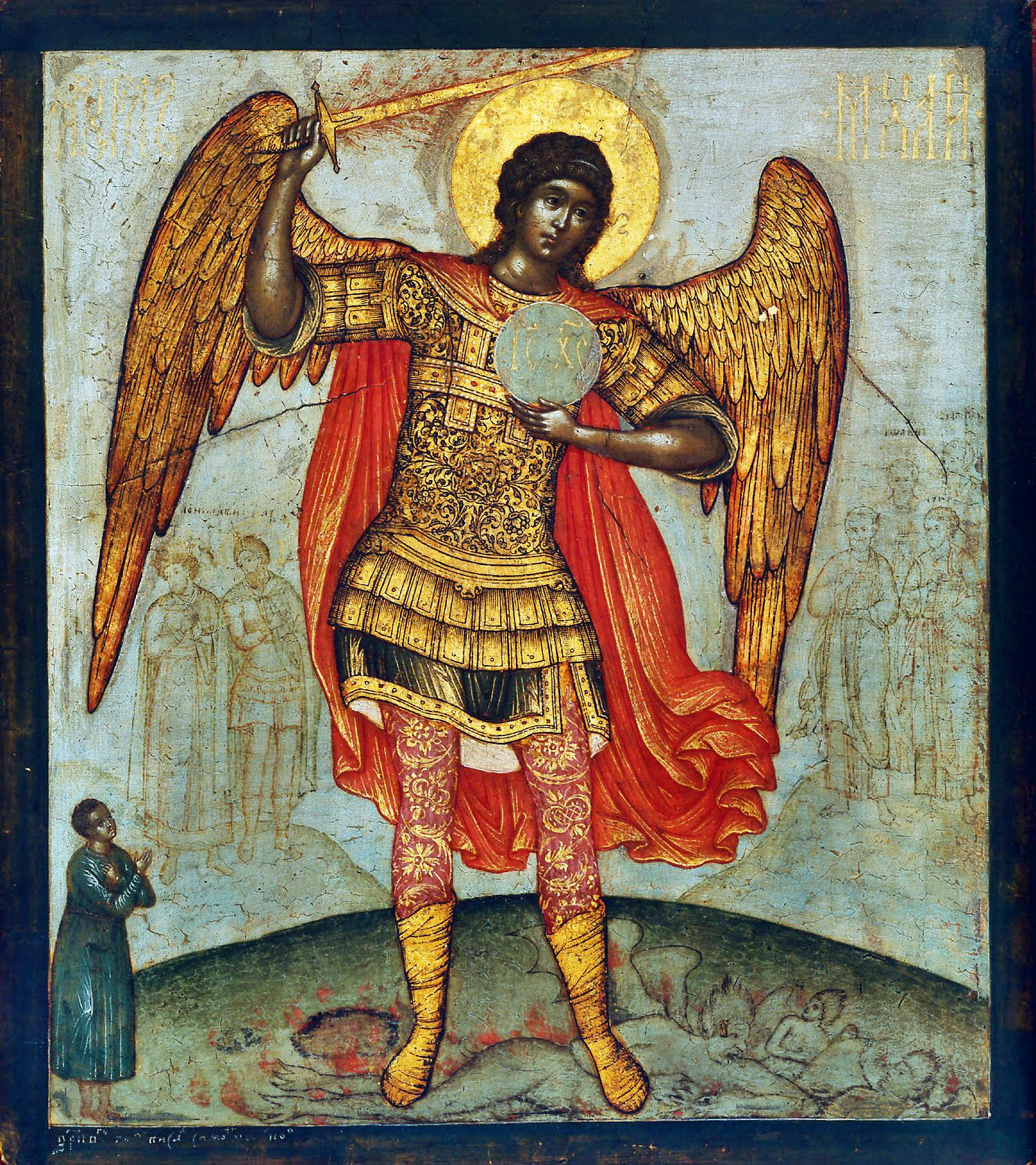
Figura di San Michele Arcangelo.

L'iniziato nella 'ndrangheta si chiama contrasto onorato. Quando diventa Picciotto d'onore deve compiere il rito di battesimo (o anche rito di rimpiazzo o rito di taglio della coda), nome preso dalla tradizione cristiana che lo farà entrare nella onorata società.
Un affiliato, il quale garantisce per lui con la vita, lo presenta davanti agli altri componenti della 'ndrina che devono essere almeno 5 più un anziano della famiglia che celebrerà il rito.
In carcere può capitare di non essere nel numero prestabilito, e dalla confessione recente di Vincenzo Femia, rivela che per il suo battesimo nella calzoleria del Carcere di Sulmona le persone mancanti furono rappresentate da fazzoletti annodati.
Il capobastone dirà: Calice d'argento, ostia consacrata, parole d'omertà è formata la società.
Il Contrasto Onorato presentato dal suo garante al Capo-Società che affermerà:
(Codice della 'Ndrangheta)

Il contrasto onorato è anche chiamato a giurare nel nome di 
Dovrà giurare con la figura di San Michele Arcangelo tra le sue mani mentre brucia e dovrà pronunciare: Io giuro dinanzi a questa società di essere fedele con i miei compagni e di rinnegare padre, madre, sorelle e fratelli e se necessario, anche il mio stesso sangue.»
.

Oppure un'altra variante: 
.
In casi particolari come il carcere basterà compiere il rito pungendosi il dito per l'"offerta di sangue" e bere il proprio sangue senza bruciatura del santino.
Avviene poi lo scioglimento della Società cioè la riunione
Gli altri: buon vespero.»
()

## Rito per la dote di camorrista
D: Che cosa rappresenta un camorrista?
R: Un camorrista rappresenta un leone legato con una catena di 24 maglie e 25 anelli che non si può distaccar senza l'ordine della società
D: Fatimi grazia saggio compagno, dove risiedono capo e contabile?
R: Alto saggio compagno, capo e contabile risiedono in mezzo ad una isoletta in mezzo al mare con una camicia di forza e ferri e catene che combattono e ricombattono per non essere ribattuti da altri capi società
D: Che cosa rappresenta la camorra?
R: La camorra rappresenta una palla di sangue che gira in tutto il mondo e per ogni 24 ore compie il suo giro
D: Quanto vale un camorrista?
R: Un camorrista vale quanto una piuma d'oro esposta al vento
D: Che cosa rappresenta un camorrista a circolo formato?
R: Un camorrista a circolo formato rappresenta un giudice che in quel momento giudica e da quel momento in avanti può essere giudicato.
D: Da che cosa è formato un camorrista?
R: Un camorrista è formato duro come il ferro, forte come la seta, leggero come una penna lasciata al vento.
D: Quanto pesa un camorrista?
R: Un camorrista pesa quanto una pinna abbandonata al vento e vale quanto l'oro di tutta la Francia.
D: Quanto mangia un camorrista?
R: Un camorrista mangia quanto un cardellino affamato, sta zitto o si piomba come una palla che gira e batte di qua e di là perché che deve essere come una molla spirali che sempre ritorna e non può stare mai ferma
D: Fatimi grazia saggio compagno, come vi hanno battezzato camorrista?
R: Alto saggio compagno, a me mi hanno battezzato senza cappello e senza camicia a mezzo busto come l'Angelo
D: Che cosa avete visto?
R: Un tavolo di noce finissima con un damasco d'oro di seta finissima con cinque armature, quattro pari e una dispara che rappresentava il capo della società
D: Perché rappresentava lui il capo della società? Perché era più grosso e più malandrino degli altri?
R: No, non era né più grosso né più malandrino, poiché in quel momento aveva due cariche speciali e inviolabili che era stata eletta di tutti noi camorristi come un padre in una famiglia
D: Dove vi hanno battezzato?
R: Sopra un monte dove vi era un giardino di rose e fiori e c'erano i nostri 3 fratelli e cavalieri Osso Mastrosso e Scarcagnosso convenzionati per la mia consacrazione
D: Come son vestiti i camorristi a società formata?
R: I camorristi a società formata devono essere vestiti di verde di rosso e di bianco
D: Perché devono essere vestiti di verde di rosso e di bianco?
R: Perché rappresentano il simbolo della società
D: E in società sformata come sono vestiti?
R: Di bianco, perché rappresentano l'onore
D: Parlo con voi saggio compagno, di grazia dove risiede la camorra?
R: Sulla più alta montagna della Spagna dove l'ho vista l'ho servita e l'ho lasciata per non essere scoperto dalla sbirraglia
D: Fatemi grazia saggio compagno, come avete fatto per giungere alla fonte battesimale?
R: Alto saggio compagno, per essere battezzato e reso fedele presso le fonti battesimali ho lottato con due leoni inferociti e così sono entrato
D: Fatimi grazia saggio compagno, che cosa avete visto?
R: Ho visto un corridoio formato di finissimo marmo una grande stanza illuminata ed un grosso leone incatenato con una catena di 24 maglie e 23 anelli
D: Fatimi grazia come avete fatto a entrare nella stanza?
R: Per passare mi sono imposto al grosso leone a nome del nostro severissimo San Michele Arcangelo e mi ha fatto passare
D: Chi era quel grosso leone?
R: Era il nostro vecchio cavaliere venerando che ivi stava per impedire l'ingresso a tutti quelli che non erano battezzati presso le fonti battesimali e così sono passato
D: Che cosa avete visto dentro la stanza?
R: Ho visto un tavolo rotondo coperto con un damasco di purissima seta e due calici d'oro finissimo ed io sono andato per prendere diritti e disposizioni ma da una voce mi sento chiamare non so perché e non so cosa fare per rispondere per regole sociali.»
(Documento ritrovato a Stefanaconi nel 1975.)
Il rito di passaggio a camorrista avviene prima elencando da parte di un affiliato le sue qualità positive e da un altro affiliato le qualità negative, questa operazione è definita Contraddittorio.
Dopo avviene la Pungitina cioè il giuramento di sangue.
Si punge l'indice della mano destra del picciotto dimodoché delle gocce di sangue cadano sulla figura di santa Annunziata e poi le si dà fuoco.
Alla funzione è presente anche il contabile dell'organizzazione (chi gestisce la parte economica di un Locale).

## Rito per la dote di sgarro
Formula di perquisizione:
Mastro di Giornata: Buon Vespero state conformi a sequestrare queste armature?

Tutti: Siamo conformi

Mastro di Giornata: Se prima mi riconoscevo per un mastro di giornata da questo momento mi conoscerete per un poliziotto d'omertà che fa il suo dovere in società formata. Chi ha armature che le tirasse fuori.

Mastro di Giornata: Ora che sono sequestrate qualsiasi armatura, guai a chi trovo specchi, coltelli e rasoi, verrà praticato con due e tre zaccagnate (coltellate) nella schiena, come è prescritto dalla regola sociale, con una mano mi ribasso e con un'altra vi passo le pulci.»
()
Formazione della società:
Capo società: Buon Vespero saggi compagni

Tutti:Buon vespero

Capo società: Siete accomodi per formare società di sgarro?

Tutti: accomodissimi

Capo società: Con bastone d'oro e pomello d'argento stella mattutina che forma a ciampa di cavallo società criminale e 'ndrina con parole d'uomo e parole d'omertà è formata società. A nome di Minofrio, Mismizzu e Misgarru è formata la società di sgarro.»
()
Promozione a sgarrista:
Capo società: A nome di Minofrio, Mismizzu e Misgarru passo alla prima votazione su <nome camorrista> Se prima lo riconoscevo come camorrista di sangue da questo momento lo riconosco per uno sgarrista fatto a voce appartenente e non appartenente a questo corpo di società sacra santa e inviolabile.»
()
Si procede poi al taglio della testa della figura di San Michele Arcangelo e poi la si brucia e si fa una croce col coltello sul pollice del camorrista.
Formula di battesimo finale:
A nome di Minofrio, Mismizzu e Misgarru che gli hanno tagliato la testa a San Michele Arcangelo perché è stato molto severo nella sua spartizione e il suo corpo è stato sepolto sotto due pugnali incrociati, la sua testa è stata bruciata e con la sua cenere ti battezzo e ti consacro sgarrista.
Se prima lo riconoscevo come sgarrista non consacrato, adesso lo riconosco sgarrista battezzato e consacrato. Io mangerò con lui centesimo, millesimo e soldo della baciletta, gli difenderò carne sangue pelle e ossa fino all'ultima goccia del mio sangue se raggiri porta macchia donerò infamità a carico suo e a scarico della società.»

## Santa

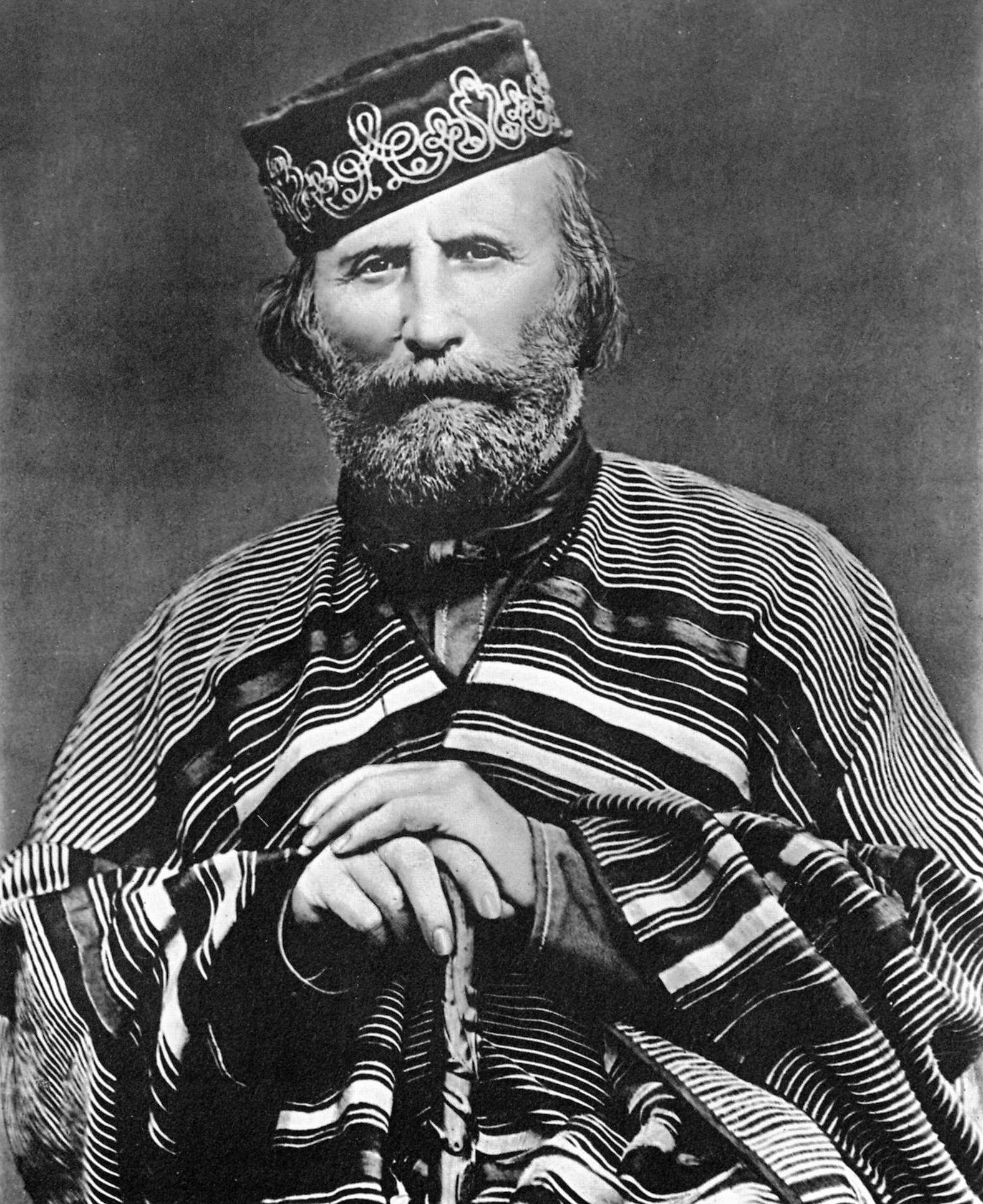
Giuseppe Garibaldi.

I protettori della Santa e dei santisti sono: Giuseppe Mazzini, Giuseppe Garibaldi e Alfonso La Marmora.
Il santista viene riconosciuto da una croce grande pochi millimetri fatta con una lama su una spalla.
Il 19 settembre 2014, per la prima volta, viene pubblicato un filmato registrato dal ROS dei carabinieri di Milano nell'ambito dell'operazione Insubria, che mostra il passaggio alla dote di Santa a Castello Brianza (MB), è inoltre il primo video a riprendere un rito di un'organizzazione criminale di stampo mafioso.

### Formula riguardante il santista
D: Quando è nato il primo santista?
R: È nato il giorno della nascita del nostro santo Cristo
D: Quando è stato santizzato il primo santista?
R: Il 25 dicembre quando il santo Cristo è nato io sono stato santizzato
D: Per mezzo di che cosa dimostrate di essere un santista?
R: Per mezzo di una croce dietro la spalla destra.

### Il rito della chiave d'oro

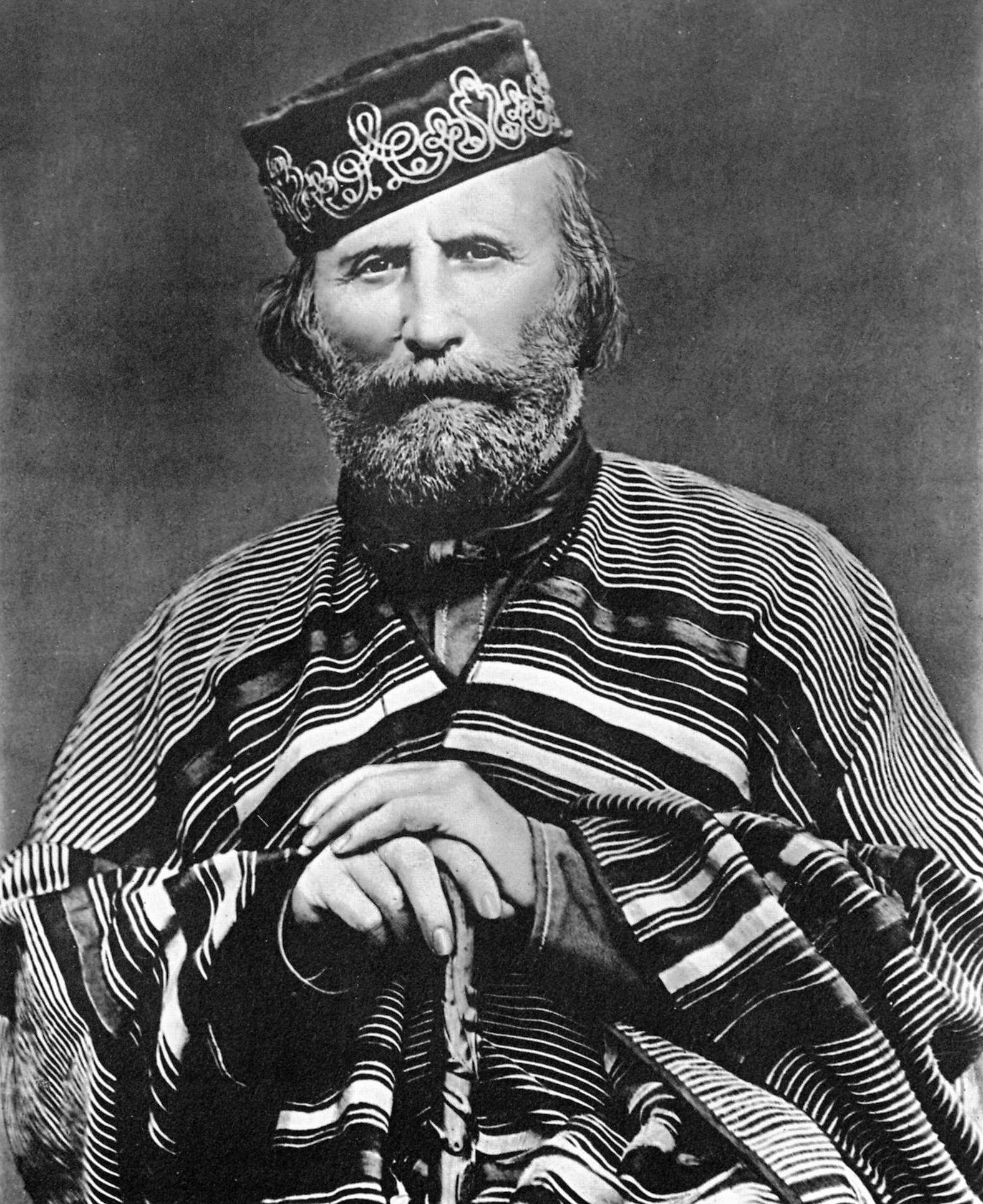
Giuseppe Garibaldi.

Uno sgarrista, massimo grado della società minore che vuole passare alla società maggiore cioè la Santa riceve idealmente la cosiddetta chiave d'oro e attende il benestare della società maggiore di San Luca. Questo periodo di attesa è detto  Santa del Purgatorio.
La chiave viene così restituita in una riunione di santisti.
La tradizione vuole che questa chiave si trovi in fondo al mare e possa essere prelevata solo da santisti.

### Formula di concessione della dote di Santa
Giuro di portare sempre con me questa boccetta di veleno e se per disgrazia dovrei tradire questi nuovi fratelli di Santa di avvelenarmi con le mie stesse mani.
Giuro su questa arma e di fronte a questi nuovi fratelli di Santa di rinnegare la società di Sgarro e qualsiasi organizzazione e fare parte alla santa corona e dividere sorte e vita con questi nuovi fratelli.
Di seguito il testo di una riunione tra santisti che concede la dote di santa ad un affiliato intercettata per la prima volta a 
Castello Brianza (LC nel 2014:
Giustappunto questa santa sera, nel silenzio della notte e sotto la luce delle stelle e lo splendore della luna formo la santa catena
Nel nome di Garibaldi, Mazzini e Lamarmora con parole d'umiltà formo la santa società
Giuro di rinnegare tutto fino alla settima generazione da me fino ad oggi riconosciuta per salvaguardare l'onore dei miei saggi fratelli.
In nome di Garibaldi, Mazzini e Lamarmora passo la mia prima, seconda e terza votazione sul conto di - nome persona -
Se prima lo conoscevo come un saggio fratello fatto e non fidelizzato; da questo momento lo conosco come un mio saggio fratello.
Sotto la luce delle stelle e lo splendore della luna, sformo la santa catena.
Nel Nome di Garibaldi, Mazzini e Lamarmora, con parole d'umiltà è sformata la santa società.»
(durante una intercettazione nel 2014 a Castello Brianza (LC))

## Rito per la dote di Vangelo
Si procede con una prima votazione:
Tutti: prontissimi

Capo società: A nome di Gaspare, Melchiorre e Baldassarre e di Nostro Signore Gesù Cristo passo la prima votazione sul conto del nostro fratello <nome santista> . Se fino adesso era un uomo riconosciuto alla Santa/sacra corona adesso lo riconosciamo per un nostro fratello non ancora riconosciuto e federizzato.»
()
C'è poi una seconda votazione con formula conclusiva:
()
Poi gli si incide su una spalla una croce e il neo-vangelista recita quest'altra formula:
()
Si arriva all'ultima votazione.
()
Infine si scoglie la società di Vangelo:
()

## Riti per la dote di Trequartino, Quartino e Padrino
Qui sotto sono elencante le frasi di rito intercettate per l'assegnazione di queste tre doti.
- Quartino:

()
- Trequartino:

()
Variante:
()
Per questa dote, nel 2019 durante l'operazione Rinascita-Scott contro le consorterie del vibonese è stato ritrovato un documento con la seguente formula:
()
- Padrino:

()

## Riti per la dote di Crociata e Stella
Qui sotto c'è un frammento di intercettazione con una frase del rito per l'assegnazione della dote di Crociata.
ha varcato Gerusalemme, si prese la spada … Cavalieri di crociata»
()
Qui sotto c'è un frammento di intercettazione con una frase del rito per l'assegnazione della dote di Stella.
()

## Riti di punizione
- Spennellata di escrementi
- Zaccagnata del liccasapuni
- Cappotto di legno
- L'utri ca' fossa, Omicidio a causa di tradimento.

## Segnali e segni di riconoscimento
- Berretto alla storta (Come scritto nel codice australiano di Raffaele Alvaro degli anni ottanta del secolo scorso).[51]
- Dopo dei riti di assegnazione di una dote, il rituante deve dare al capo-società una stretta di mano e un bacio (sulla fronte o sulla guancia).[52]

## Terminologia
- Baciletta: metaforicamente è il nome della cassa comune di una Locale.[53]
- Carduni: è ogni persona al di fuori dell'organizzazione e che non è neanche contrasto onorato, ovvero persona vicina all'organizzazione ma non affiliata.[53]
- Stipatu: messo da parte in attesa di una decisione definitiva; in passato c'era anche lo "stipatu cu sfregiu", sospeso con uno sfregio nel volto per far sapere a tutti del suo comportamento deviato.[53]

## Altro

### Rintaglio
A nome di San Michele Arcangelo lu fiuri fiuri di li malandrini chi porta spati spatini e bilancini in manu chi taglia e rintaglia in carne pelle e ossa, così vi rintglio io, punti, favella, tragenza e cica in bocca, a nome della Santissima Annunziata la mia favella è libera e la vostra è vincolata.

### Svincolo
C'è una barchetta in mezzo al mare cu tri valenti marinari chi spartinu e dividinu diritti e reguli sociali ho un frustino di noce fino finissimo che galleggia nel mare; sono un vero camorrista e non mi potete rintagliare.
D: Che cosa rappresenta la camorra a mano vostra?
R: È come l'ostia consacrata a mano del sacerdote che morire si ma abbandonarla mai
D: Quando vi hanno rimpiazzato che cosa avete visto?
R: Un tavolino in noce fino finissimo con una tovaglia di seta rossa fina finissima quattro armature pari e una dispara
D: Come avate fatto a scoprire che nel mondo esiste la malavita?
R: Era una bella mattina di sabato, spunta e non spunta il sole quando mi feci una passeggiata in una larga ed aperta campagna dove incontrai una donna vestita di nero che splendeva più del sole; l'ho salutata ed ho domandato come mai signora sola in questi luoghi? Alto giovanotto non sono sola bensì aspetto il nostro severissimo Salvatore. E chi è questo nostro severissimo Salvatore? Avrei l'onore conoscerlo. Attendete fra poc sarà qui, ed è il nostro vecchio cavaliere cammorristiale che per ben 24 anni ha camminato sotto le celle della Favignana. Quando ad un tratto vidi arrivare un cavaliere con una cavallina bianca sellatura d'oro brigliatura d'argento palma nelle dita così ho fatto a scoprire che nel mondo esisteva la malavita
D: Come siete entrato nella società?
R: a braccia conserte, tallone unito e l'angiolino.

## La musica nella 'ndrangheta
La musica, nell'organizzazione calabrese, sembra abbia avuto un ruolo di un certo rilievo nel tramandare i riti e il codice mafioso, secondo Enzo Ciconte difatti: I proverbi, i racconti, le canzoni, le poesie costituiscono una sorta di corpus giuridico che dettava norme e regole di comportamento.
Sono state anche ritrovate canzoni incise artigianalmente che descrivevano i fatti del vertice di Montalto presieduto da Giuseppe Zappia dove furono arrestati molti 'ndranghetisti, e una canzone di quando fu arrestato Gregorio Bellocco.

### Videografia
- Blu notte - La storia della 'Ndrangheta, documentario di approfondimento (23 ottobre 2004)
- Uomini d'onore di Mazza Films e Corazon-International con la regia di Francesco Sbano del 2006